# Lê Đại Hành, Hải Phòng
Phường Lê Đại Hành là một phường thuộc thành phố Hải Phòng.

## Địa lý
Phường Lê Đại Hành có vị trí địa lý:
- Phía bắc giáp phường Trần Nhân Tông và phường Chu Văn An.
- Phía nam giáp xã An Phú với ranh giới tự nhiên là sông Kinh Thầy.
- Phía đông giáp phường Bắc An Phụ và xã Nam An Phụ với ranh giới tự nhiên là sông Kinh Thầy.
- Phía tây giáp xã Trần Phú và xã Hợp Tiến với ranh giới tự nhiên là sông Kinh Thầy.

## Lịch sử
Địa bàn phường Lê Đại Hành trước đây thuộc thành phố Chí Linh, tỉnh Hải Dương.
Ngày 12 tháng 6 năm 2025, Quốc hội ban hành Nghị quyết số 202/2025/QH15 về việc sắp xếp đơn vị hành chính cấp tỉnh (nghị quyết có hiệu lực từ ngày 12 tháng 6 năm 2025). Theo đó, sáp nhập tỉnh Hải Dương vào thành phố Hải Phòng. Khu vực thành lập phường Lê Đại Hành thuộc thành phố Hải Phòng.
Ngày 16 tháng 6 năm 2025, Ủy ban Thường vụ Quốc hội bàn hành Nghị quyết sắp xếp các đơn vị hành chính cấp xã thuộc thành phố Hải Phòng năm 2025. Theo đó, sắp xếp toàn bộ diện tích tự nhiên, quy mô dân số của các phường Tân Dân, An Lạc và Đồng Lạc thành phường mới có tên gọi là phường Lê Đại Hành.
Căn cứ theo đề án sắp xếp đơn vị hành chính cấp xã của thành phố Hải Phòng năm 2025, phường Lê Đại Hành được thành lập từ:
- Toàn bộ diện tích tự nhiên là 10,70 km², quy mô dân số là 6.479 người của phường An Lạc;
- Toàn bộ diện tích tự nhiên là 11,54 km², quy mô dân số là 8.619 người của phường Đồng Lạc;
- Toàn bộ diện tích tự nhiên là 9,39 km², quy mô dân số là 9.540 người của phường Tân Dân.

Phường Lê Đại Hành có diện tích tự nhiên là 31,62 km² (đạt 574,92% so với tiêu chuẩn) và quy mô dân số là 24.638 người (đạt 117,32% so với tiêu chuẩn).
Về tên gọi, phường lấy tên vị vua Lê Đại Hành. Vua Lê Đại Hành đã cho xây dựng đại bản doanh để chống giặc Tống tại vùng Dược Đậu Trang ở huyện Bàng Châu, phủ Nam Sách (nay thuộc khu vực thành lập phường Lê Đại Hành).